# Prospero Fontana
Pour les articles homonymes, voir Fontana.
Prospero Fontana (1512 - 1597) est un peintre italien maniériste, peintre d'histoire, né à Bologne.

## Biographie
Prospero Fontana travailla à Gênes avec Perin del Vaga, à Florence avec Giorgio Vasari.
Il fut appelé à Rome par le pape Jules III, et devint l'un des peintres du palais.
Il a été le maître de Lodovico Carracci, de Ercole Procaccini il Vecchio et d'Agostino Carracci.
Sa fille est Lavinia Fontana.

## Œuvres

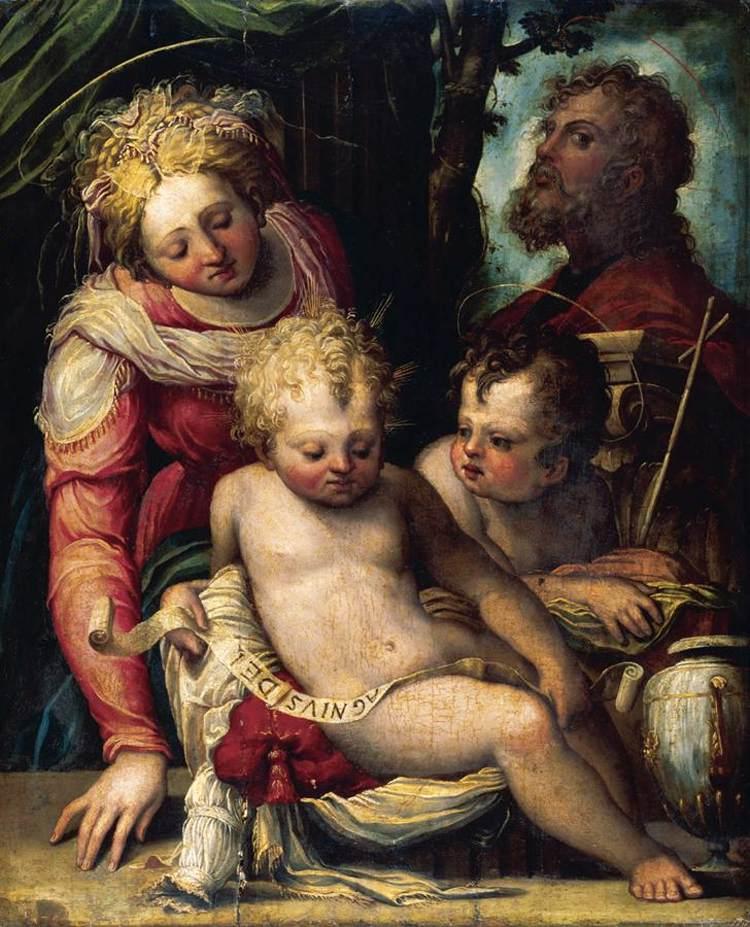
La saint famille avec Saint-Jean-Baptiste, huile sur panneau de bois, 1548-1551

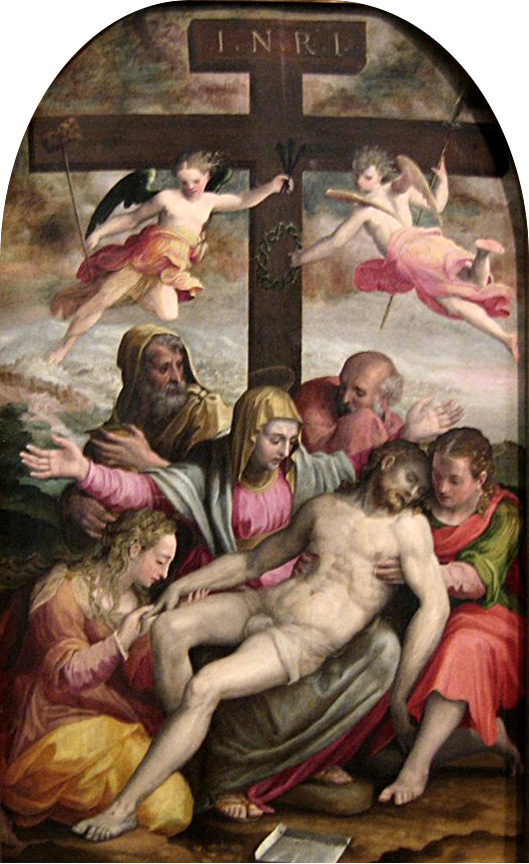
La déposition, 1563

Parmi ses œuvres, on distingue : 
- La déposition, 1563Jésus-Christ mis au tombeau ;
- l'Adoration des mages.

## Sources
- Marie-Nicolas Bouillet  et Alexis Chassang (dir.), « Prospero Fontana » dans Dictionnaire universel d’histoire et de géographie, 1878 (lire sur Wikisource)